# Nationalliga A (Schach) 2012
Die Saison 2012 der Schweizer Nationalliga A im Schach sah einen Zweikampf um den Titel zwischen dem Club d’Echecs de Genève und den Schachfreunden Reichenstein, den die Genfer dank des Sieges im direkten Vergleich mit einem Punkt Vorsprung für sich entscheiden konnten. Der Titelverteidiger Schachklub Réti Zürich musste sich mit dem 6. Platz begnügen.
Aus der Nationalliga B waren der SK Mendrisio und der Club d’échecs de Neuchâtel aufgestiegen. Während Mendrisio den Klassenerhalt erreichte, musste Neuchatel direkt wieder absteigen. Rein sportlich wäre der SV Wollishofen zweiter Absteiger gewesen, da jedoch die Schachfreunde Reichenstein kurz vor Beginn der Saison 2013 ihre Mannschaft zurückzogen, blieb Wollishofen in der Nationalliga A.
Zu den gemeldeten Mannschaftskadern der teilnehmenden Vereine siehe Mannschaftskader der Schweizer Nationalliga A im Schach 2012.

## Abschlusstabelle
| Pl. | Verein                         | Sp | G | U | V | MP   | Brett-P.  |
| --- | ------------------------------ | -- | - | - | - | ---- | --------- |
| 01. | Club d’Echecs de Genève        | 9  | 7 | 1 | 1 | 15:3 | 42,5:29,5 |
| 02. | Schachfreunde Reichenstein     | 9  | 7 | 0 | 2 | 14:4 | 40,5:31,5 |
| 03. | SG Riehen                      | 9  | 5 | 1 | 3 | 11:7 | 41,5:30,5 |
| 04. | SG Zürich                      | 9  | 3 | 4 | 2 | 10:8 | 38,5:33,5 |
| 05. | SG Winterthur                  | 9  | 4 | 2 | 3 | 10:8 | 37,5:34,5 |
| 06. | Schachklub Réti Zürich (M)     | 9  | 4 | 2 | 3 | 10:8 | 37,0:35,0 |
| 07. | Schachklub Luzern              | 9  | 4 | 1 | 4 | 9:9  | 36,0:36,0 |
| 08. | SK Mendrisio (N)               | 9  | 2 | 3 | 4 | 7:11 | 34,0:38,0 |
| 09. | SV Wollishofen                 | 9  | 1 | 2 | 6 | 4:14 | 30,0:42,0 |
| 10. | Club d’échecs de Neuchâtel (N) | 9  | 0 | 0 | 9 | 0:18 | 22,5:49,5 |

## Entscheidungen
|     | Schweizer Meister: Club d’Echecs de Genève                                                                     |
|     | Absteiger in die Nationalliga B: Schachfreunde Reichenstein (freiwilliger Rückzug), Club d’échecs de Neuchâtel |
| (M) | Meister der letzten Saison                                                                                     |
| (N) | Aufsteiger der letzten Saison                                                                                  |

## Kreuztabelle
| Ergebnisse | Ergebnisse                 | 01. | 02. | 03. | 04. | 05. | 06. | 07. | 08. | 09. | 10. |
| ---------- | -------------------------- | --- | --- | --- | --- | --- | --- | --- | --- | --- | --- |
| 01.        | Club d’Echecs de Genève    |     | 4½  | 4½  | 4   | 4½  | 3½  | 5½  | 5   | 6   | 5   |
| 02.        | Schachfreunde Reichenstein | 3½  |     | 4½  | 2½  | 4½  | 4½  | 5   | 4½  | 5½  | 6   |
| 03.        | SG Riehen                  | 3½  | 3½  |     | 4½  | 4½  | 3½  | 6   | 6½  | 4   | 5½  |
| 04.        | SG Zürich                  | 4   | 5½  | 3½  |     | 3½  | 4   | 4   | 4   | 4½  | 5½  |
| 05.        | SG Winterthur              | 3½  | 3½  | 3½  | 4½  |     | 4   | 5   | 4   | 4½  | 5   |
| 06.        | Schachklub Réti Zürich     | 4½  | 3½  | 4½  | 4   | 4   |     | 3½  | 3   | 5   | 5   |
| 07.        | Schachklub Luzern          | 2½  | 3   | 2   | 4   | 3   | 4½  |     | 6½  | 5   | 5½  |
| 08.        | SK Mendrisio               | 3   | 3½  | 1½  | 4   | 4   | 5   | 1½  |     | 4   | 7½  |
| 09.        | SV Wollishofen             | 2   | 2½  | 4   | 3½  | 3½  | 3   | 3   | 4   |     | 4½  |
| 10.        | Club d’échecs de Neuchâtel | 3   | 2   | 2½  | 2½  | 3   | 3   | 2½  | ½   | 3½  |     |

## Die Meistermannschaft
| 1.            | Club d’Echecs de Genève |
| Schachfiguren | Romain Édouard, Andrei Istrățescu, Olivier Renet, Gilles Mirallès, Richard Gerber, Guillaume Sermier, Claude Landenbergue, Alexandre Domont, Alexandre Vuilleumier, Nicolas Duport, Simon Stoeri, Vladimir Kocavecic. |